# بانک توکیو میتسوبیشی یواف‌جی، ال‌تی‌دی

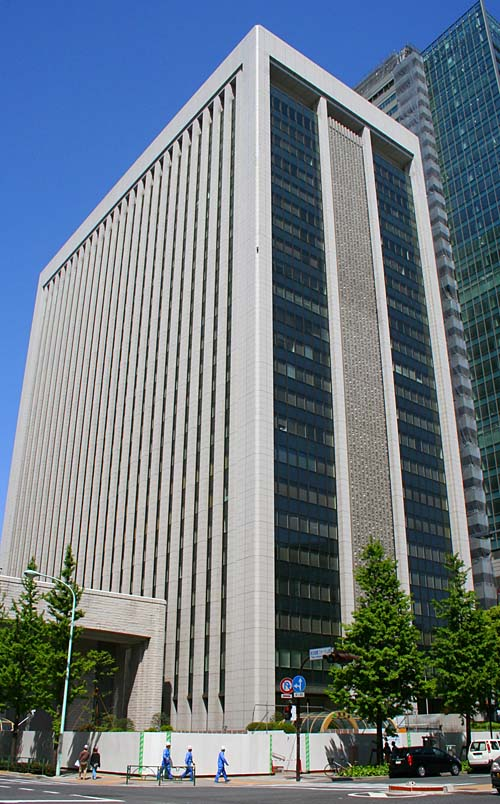
دفتر مرکزی در مارونواوچی، توکیو، ژاپن.

بانک توکیو میتسوبیشی یواف‌جی، ال‌تی‌دی. (BTMU; 株式会社三菱東京UFJ銀行 Kabushiki kaisha mitsubishi tōkyō yūefujei ginkō) بزرگترین بانک ژاپن است که در که در تاریخ ۱ ژانویه ۲۰۰۶ تأسیس شده‌است.
۱۸ نوامبر ۲۰۱۴ دپارتمان خدمات اقتصادی نیویورک این بانک را به خاطر پنهان‌کاری و ارائه گزارش‌های غیرواقعی دربارهٔ مبادلات مالی مرتبط با کشورهایی که تحت تحریم‌های آمریکا قرار دارند٬ به پرداخت جریمه‌ای ۳۱۵ میلیون دلاری محکوم کرد.